# Хардой
Хардой (англ. Hardoi, хинди हरदोई, урду ہردوئی‎) — город в центральной части штата Уттар-Прадеш, Индия. Административный центр округа Хардой.

## География
Абсолютная высота — 133 метра над уровнем моря. Расположен в 102 км к северо-западу от Лакнау, 140 км от Канпура, 142 км к юго-востоку от Барейлли и в 394 км к востоку от Дели.

## Население
По данным на 2013 год численность населения составляет 141 297 человек.
Динамика численности населения города по годам:
| 1991   | 2001    | 2013    |
| ------ | ------- | ------- |
| 88 651 | 112 486 | 141 297 |

## Транспорт
Имеется железнодорожное сообщение.